# Kaos
 Ovo je glavno značenje pojma Kaos. Za druga značenja pogledajte Kaos (razdvojba).
Kaos (od grčkog Χάος, Chaos) se tipično odnosi na stanje bez reda i predvidljivosti.
U kontekstu starogrčke mitologije, "kaos" se odnosi na početno stanje svemira. Kineska mitologija također spominje kaos od kojeg je sve nastalo.
Danas se kaos često povezuje uz teoriju kaosa, koja govori o vrlo specifičnoj vrsti nepredvidljvosti.